# اسپیریت چین
اسپیریت‌چین (به انگلیسی: SpiritChain) یک زنجیره بلوکی نوآورانه است که با هدف ایجاد یک اکوسیستم امن و کارآمد برای مدیریت دارایی‌های دیجیتال توسعه یافته است. این بلاکچین دارای یک توکن اصلی به نام SPT است که تعداد کل آن 21,000,000 واحد می‌باشد. 
اسپیریت‌چین قابلیت ضرب توکن و کیف پول‌های اختصاصی را ارائه می‌دهد. هر توکن در این بلاکچین دارای کیف پول مخصوص خود است که به صورت مرکزی بر روی سرورهای اسپیریت‌چین ساخته می‌شود. 

## ویژگی‌های اصلی
- **توکن اصلی SPT** با عرضه محدود 21 میلیون واحد.
- **قابلیت ضرب توکن** برای کاربران و پروژه‌ها.
- **کیف پول‌های اختصاصی** که برای هر توکن ایجاد می‌شود.
- **امنیت و تمرکززدایی** با استفاده از فناوری بلاکچین.

## نحوه عملکرد
- کاربران می‌توانند با استفاده از پروتکل اسپیریت‌چین، توکن‌های سفارشی خود را ایجاد کرده و مدیریت کنند.
- تمامی کیف پول‌ها و تراکنش‌ها در شبکه ثبت و قابل رهگیری هستند.
- آدرس کیف پول‌های این بلاکچین به صورت زیر است:

```
 * **کیف پول‌های عمومی**: `SpiritXXXXXXXXXXXXChain` (شامل 12 عدد تصادفی بین کلمه Spirit و Chain)
 * **آدرس‌های اختصاصی**: `name.SPT` (هر کاربر می‌تواند نام سفارشی برای کیف پول خود انتخاب کند)
```

## کاربردها
- **پرداخت‌های دیجیتال** با استفاده از SPT برای تراکنش‌های سریع و امن.
- **ایجاد توکن‌های اختصاصی** برای پروژه‌ها و استارتاپ‌ها.
- **پشتیبانی از پروژه‌های DeFi** و قراردادهای هوشمند.

## نتیجه‌گیری
اسپیریت‌چین (SpiritChain) یک بلاکچین نوین با تمرکز بر امنیت، مقیاس‌پذیری و کارایی است. با توکن اصلی SPT، قابلیت ضرب توکن و کیف پول‌های اختصاصی، این شبکه می‌تواند به یکی از گزینه‌های برتر در دنیای بلاکچین تبدیل شود.